# Циммер Ріхард Карлович
Ріхард Карлович Циммер (5 грудня 1904, Цоррусська волость Верроського повіту Ліфляндської губернії, тепер повіту Вирумаа, Естонія — ?) — радянський естонський діяч, директор Алатсківіської машинно-тракторної станції Калластеського району Естонської РСР. Депутат Верховної ради СРСР 4-го скликання.

## Життєпис
Народився в бідній селянській родині. До 1925 року наймитував у заможних селян. У 1925 році вступив до комсомолу.
З жовтня 1941 по 1945 рік служив у Червоній армії, учасник німецько-радянської війни. Виконував обов'язки старшої операційної сестри 86-го окремого медико-санітарного батальйону 118-ї гвардійської стрілецької дивізії 41-го гвардійського Естонського стрілецького корпусу, потім був парторгом 36-го окремого саперного батальйону 7-ї Естонської стрілецької дивізії. Воював на Волховському, Калінінському та Прибалтійському фронтах. Член ВКП(б).
З 1948 року — директор Алатсківіської машинно-тракторної станції (МТС) Калластеського району Естонської РСР.
Подальша доля невідома.

## Звання
- сержант
- гвардії лейтенант медичної служби

## Нагороди
- орден «Знак Пошани»
- орден Червоної Зірки (12.01.1944)
- медаль «За оборону Ленінграда» (1946)
- медаль «За перемогу над Німеччиною у Великій Вітчизняній війні 1941—1945 рр.» (1945)
- медалі